# Василяшко Василь Іванович
Василь Іванович Василяшко (псевдо: Перемога, Вірний, Пантера; 13 квітня 1918, с. Завишень, тепер Шептицький район, Львівська область — 15 (або 16, 18) лютого 1946, у лісі між с.Боянець і с.Купичволя, тепер Шептицький район, Львівська область) — український військовий діяч, сотник Української повстанської армії, командир сотні «Галайда-1» (серпень 1944 — вересень 1945), згодом куреня «Галайда» і 12-го (Сокальського) Тактичного відтинку «Климів» (вересень 1945 — †18 (16) лютого 1946) воєнної округи-2 «Буг» оперативної групи «УПА-Захід».
Кавалер трьох нагород ордену Бойової Заслуги УПА — Лицар Бронзового, Срібного (2-го класу) і Золотого (1-го класу) Хрестів Бойової Заслуги. Єдиний діяч УПА який прижиттєво нагороджений трьома відзнаками цього ордену. Один із двох діячів УПА, які були кавалерами трьох Хрестів ордену Бойової Заслуги. Другим був Дуда Михайло-«Громенко».

## Дитинство. Юність

Свято молоді в с. Завишень, 1936 р.
Лежить другий ліворуч — Василь Василяшко. Це єдине прижиттєве фото з ним, що збереглось до нашого часу.

Василь Іванович Василяшко народився 13 квітня 1918 р. у с. Завишень Шептицького району Львівської області. Його батько — Василяшко Іван, стрілець Української Галицької Армії, загинув у 1920 році на Великій Україні, обороняючи Українську Народну Республіку. Василь закінчив шість класів у Завишенській школі, де здобув фах шевця. З юних років брав активну участь в діяльності осередку Товариства «Просвіта», став членом Юнацтва Організації Українських Націоналістів, а згодом і ОУН, до якої з 1932 р. належав його старший брат Микола.

## Служба в «Нахтігалі» і 201-му шуцманшафт-батальйоні
Навесні 1941 р. В. Василяшко вступив до українського легіону в німецькій армії — Дружин Українських Націоналістів (ДУН), де служив у відомому батальйоні «Нахтігаль», під командуванням майбутнього Головнокомандуючого УПА, генерала-хорунжого Романа Шухевича. Звідти із більшістю вояків перейшов до 201-го шуцманшафт-батальйону, який базувався в Білорусі і охороняв важливі об'єкти від радянських партизанів. Двічі приїжджав додому у відпустку. Після закінчення річного контракту в грудні 1942 р. Василь, як і всі легіонери, залишив службу в батальйоні і на Різдво повернувся до рідного села.

## Боротьба в боївках СБ ОУН
Через ризик арешту колишніх вояків ДУН Службою безпеки Рейху восени 1943 р. перейшов у підпілля, очоливши боївку Служби Безпеки (СБ) ОУН Белзького району, яка налічувала близько 15 осіб. Аналогічні боївки існували і в інших районах. Загальне керівництво ними здійснював обласний комендант боївок СБ Тарас Онишкевич («Галайда»). Саме під його командуванням наприкінці 1943 — на початку 1944 р. у Равській та Сокальській округах ОУН проведена акція проти польських осередків, розташованих по лісничівках, гаївках та колоніях. Здобуто багато зброї, тих, на кого були докази в донощицтві чи участі у протиукраїнських акціях, — стратили, інших — розігнали. Таким чином реалізовано клич: «Ліс наш і ніч наша!», оскільки метою було опанування лісів, щоб створити умови для творення відділів УПА.

## Боротьба в лавах УПА

### Ройовий і чотовий
Протягом грудня 1943 p. — березня 1944 р. у північній Львівщині були створені сотні «Пролом» та «Тигри». Окрім того Тарас Онишкевич в кінці лютого 1944 р. об'єднав підлеглі боївки СБ з двох округ в один відділ, сотенним якого був призначений Дмитро Пелип («Ем», «М22», «Євшан»). Командиром першого рою першої чоти (командир — Ярослав Грицай («Чорнота»)) став В. Василяшко («Перемога»).
28 березня (за іншими даними 31 березня) 1944 року його чота у складі сотні Онишкевича Тараса «Галайди» брала участь у ліквідації польського збройного угрупування у с. Острів Шептицького району, які загрожували українським селам околиці. У цьому бою, Т. Онишкевич був смертельно поранений. На його честь сотня отримала назву «Галайда», а очолив її Пелип Дмитро «Ем». Навесні відділ брав активну участь в бойових діях на т. зв. Холмському фронті проти польських Армії Крайової (АК) та Батальйонів хлопських (БХ). Також чота Ярослава Грицая «Чорноти» разом із сотнею «Сіроманці» 11 травня 1944 р. у с. Карів Шептицького р-ну провела бій із німецькими поліційними військами. Тоді Ярослав Грицай «Чорнота» був поранений, а В. Василяшко став замість нього чотовим. Підвідділ «Перемоги» 24 травня 1944 р. мав бій з радянськими партизанами біля с. Лісова Рава-Руського повіту (тепер Польща). Дії В. Василяшка, який вів прицільний вогонь і закидав ворога гранатами, були відзначені командуванням.

### На чолі сотні «Галайда-1»
Після переходу фронту сотня «Галайда» поповнилася новобранцями і приблизно 14 серпня 1944 була розділена на дві. Відділ «Галайда-1» очолив «Перемога», «Галайда-2» — Шклянка Григорій («Куліш»). Пелип Дмитро («Ем») очолив курінь. В червні-жовтні 1944 року курінь, до складу якого входили сотні «Галайди», «Куліша», «Беркута», «Недолугого», з боями пройшов через Радехівщину, Сокальщину, Грубешівщину і Холмщину.
22 серпня 1944 під с. Зубейки Львівського району курінь «Галайда» провів великий оборонний бій із батальйоном 83-го полку прикордонних військ НКВД та 50-м мотоциклетним полком Червоної Армії. Відбивши у восьмигодинному бою всі ворожі наступи, «Ем» з відділом прорвався з оточення і відійшов у ліси на південь від с. Карів.
29 серпня 1944 війська НКВД знову оточили курінь, який зайняв оборону в урочищі Кривуля в центрі лісів Карів-Піддубці. В цілоденному бою з 7 до 21 год., повстанці відбили ворожі атаки. Найбільшу стійкість і вправність проявила саме сотня «Галайда-1» на чолі з «Перемогою».
Згодом вони успішно діяли в боях:
- 17 жовтня 1944 — біля с. Губинок Рава-Руського повіту (тепер Польща);
- 22 жовтня 1944 — с. Смолин Яворівського району;
- 4 листопада 1944 — с. Яструбичі Шептицького району. В цьому бою був смертельно поранений командир «Ем», а командування куренем перебрав Хвалібота Михайло («Лис»);
- 10 листопада 1944 — с. Лучиці Шептицького району;
- 25 листопада 1944 — с. Бишів Шептицького району.

Протягом зими сотні діяли самостійно. В цей час «Перемога» зі своєю сотнею здійснили:
- засідки на підрозділи НКВД та винищувальні батальйони с. Волиця Львівського району, с. Двірці Шептицького району);
- 12 лютого 1945 — бій біля с. Куличків Шептицького району;
- 20 лютого 1945 — засідку на прикордонників між с. Купичволя та м. Великі Мости Шептицького району;
- 5 березня 1945 — наступ на прикордонну заставу в с. Зубків Шептицького району;
- 22 березня 1945 — бій під с. Зіболки Львівського району, відомий як Бій під Жовквою, в якому вони особливо відзначилися. Відділ, чисельність якого становила 167 вояків, протягом двох годин протистояв наступові двох полків Червоної армії, підсилених підрозділами НКВД. Успішно відбивши ворожі наступи, сотня прорвалася з оточення. В. Василяшко в бою був поранений у груди, але, попри це, холоднокровно командував проривом. Після короткого лікування він вже за кілька тижнів повернувся до командування своїм відділом.

26 квітня 1945 за участі 5 сотень УПА була здійснена одна з найбільших акцій УПА на Львівщині — напад на райцентр Радехів, відомий як Бій під Радеховом. Центральну роль в ньому відіграли відділи «Галайда-1» та «Кочовики», які діяли безпосередньо в місті. Повстанці знищили гранатами будинки МВД-МГБ, захопили концтабір для політв'язнів і, знищивши більшовицьку залогу (близько 20 енкаведистів), звільнили понад дві сотні призначених до депортації на Схід селян.
28 квітня 1945 — велика облава військами НКВС сотень «Галайда-1» і «Кочовики» в лісі біля с. Радванці Шептицького району. Переважаючі сили 2-го прикордонного загону НКВС нав'язали десятигодинний бій повстанцям, які відбили всі ворожі атаки, а далі прорвалися з оточення. В цьому бою, «Перемога» відзначився вмілим командуванням.
Наказом УПА-Захід ч. 12 від 28 квітня 1945 р. «Перемога» був нагороджений Бронзовим Хрестом бойової заслуги, а наказом Головного Військового Штабу УПА ч. 2/45 від 27 квітня 1945 р. йому присвоєно ступінь хорунжого УПА.
Травень-серпень 1945 — за наказом ВО-2 «Буг» підрозділи куреня «Галайда» вирушили в рейд за лінію Керзона. Сотня «Перемоги» перейшла рядянсько-польський кордон біля Угнова й до вересня провела кілька боїв з польськими урядовими військами.
2 вересня 1945, в день завершення Другої світової війни, при поверненні з уже польської території відділ «Галайда-1» був переслідуваний прикордонниками в лісах Яворівського полігону на південь від Магерова. Кількатисячні ворожі підрозділи були підсилені авіацією та артилерією. Майже пів дня тривав відступ з боєм. Тільки воля і вміння сотенного дозволила повстанцям вийти з оточення. Про це в документі написано так:

| “До краю перетомлене вояцтво зраджувало охоту залягти на становищах і створити нові Крути. Та к-р Перемога твердий і впертий в боротьбі. Вн веде свій відділ до життя, а не до смерти. Великим зусиллям волі підіймає своє карне вояцтво до вирішного удару, йдучи в перших лавах на пролом. З грімким окликом “Слава”, як буря пішло вояцтво за своїм командиром. Ворожі застави сторощено або розсунено, перстень облоги прорвано і відділ вийшов поза поле ворожих дій, забираючи з собою кільканадцять ранених своїх вояків. Ввесь час бою відділ зустрічався з ворогом у рукопашній боротьбі на віддалі трьох до п’яти кроків.” |
Сотня на 50 % була розбита, проте зберегла боєздатність, а частина розпорошеного стрілецтва невдовзі приєдналася до свого відділу.

### На чолі ТВ-12 «Климів» і куреня «Галайда»
У вересні 1945 р. В. Василяшко був призначений командиром 12-го Сокальського тактичного відтинка УПА «Климів» і куреня «Галайда», а командування його сотнею перебрав чотовий «Ігор». У підпорядкуванні «Перемоги» опинилися також відділи «Галайда-2», «Кочовики», «Пролом» і «Тигри».
Наказом ГВШ УПА ч. 3/45 від 10 жовтня 1945 р. хорунжий «Перемога» був відзначений Срібним Хрестом бойової заслуги 2-го класу.
Зимою 1946 року сотня «Перемоги» дислокувалась в лісах Кам'янко-Бузького району. Львівщина, в той час, була заповнена військами, чекістами і сексотами, тому курінь довелося реформувати на дрібні групи. Командир Василь Василяшко продовжував боротьбу в підпіллі.

## Обставини загибелі
Наказом ГВШ УПА ч. 1/46 від 15 лютого 1946 р., Василеві Василяшкові присвоєно ступінь сотника та відзначено Золотим Хрестом бойової заслуги 1-го класу.
Через кілька днів після отримання найвищої нагороди УПА В. Василяшко загинув. Це сталося 18 лютого (за іншими даними 16 лютого) 1946 р. в лісовій криївці між с. Боянець і Купичволею Львівського району на Львівщині, внасліжок підлого доносу. Розвідувально-пошукова група прикордонних військ та райвідділу НКВС о 10 год. за агентурними даними встановила стеження за дорогою Боянець-Купичволя і помітила селянські сани, які їхали з хутора Колин до лісу. З'ясувавши, що з них, біля ретельно замаскованої криївки, скидували продукти, енкаведисти відкрили вогонь. Один з повстанців загинув, ще двоє врятувалися втечею. Троє тих, хто був у криївці, відмовилися здатися і у безвихідній ситуації пострілялися. Тоді з «Перемогою» загинули його найближчі співробітники: бунчужний куреня «Хміль», лікар куреня «Макаренко» і охоронець «Орлик» (за іншими даними повстанець Весній Василь «Вихор» з Боянця). Ворог здобув 2 автомати, 2 гвинтівки, 4 пістолети та документи.

## Нагороди
- Згідно з Наказом крайового військового штабу УПА-Захід ч. 12 від 28.04.1945 р. Василь Василяшко – «Перемога» відзначений Бронзовим хрестом бойової заслуги УПА.
- Згідно з Наказом Головного військового штабу УПА ч. 3/45 від 10.10.1945 р. Василь Василяшко – «Перемога» відзначений Срібним хрестом бойової заслуги УПА 2 класу.
- Згідно з Постановою УГВР від 8.02.1946 р. та Наказом Головного військового штабу УПА ч. 1/46 від 15.02.1946 р. Василь Василяшко – «Перемога» відзначений Золотим хрестом бойової заслуги УПА 1 класу.

## Вшанування пам'яті
- У 1991 р. тіла повстанців перепоховано у м. Великі Мости, а згодом 24 серпня 1997 року, в День Незалежності України, у Великих Мостах відкрито надгробний і водночас символічний пам'ятник командиру Василяшку Василю «Перемозі» і його побратимам. Біля трьох тисяч жителів Великих Мостів, Червонограда (нині Шептицький), Сокаля, Соснівки, Добротвора, Львова, села Завишень і сусідніх сіл Сокальського і Жовківського районів, 105 воїнів-прикордонників прибули на відкриття і посвячення пам'ятника. В почесній варті стояли ветерани Сокальської і Червоноградської станиці Братства ОУН-УПА, воїни-прикордонники Великомостівської прикордонної застави.

Тодішній Голова Червоноградської станиці Братства ОУН-УПА, колишній командир Львівської Воєнної Округи «Буг» полковник Левкович Василь-«Вороний», безпосередній командир Василяшка Василя «Перемоги», у своєму виступі сказав:
|  | Повстанці УПА проявили безприкладний героїзм. Вони вмирали, але не здавалися ворогові. За заслуги в боях з ворогами на Сокальщині, Радехівщині, Холмщині — Головна Визвольна Рада 22 січня 1946 року відзначила командира Тактичного відтинку «Розточчя» Василяшка Василя "Перемогу" Золотим Хрестом Бойової Заслуги 1-го класу, Срібним Хрестом Бойової Заслуги ІІ-го класу і 1945 року - Бронзовим Хрестом Бойової Заслуги. Вас було четверо лицарів Золотого Хреста Бойової Заслуги 1-го класу на західних землях України: Пелип Дмитро "Євшан" — командир куреня «Галайда», Василяшко Василь "Перемога" — курінний куреня «Галайда», командир ТВ «Розточчя», Карпенко Дмитро "Яструб" — командир «Сіроманців» і Андрусяк Василь "Грегіт" — командир ТВ «Чорний ліс». Більше на західноукраїнських землях рівних Вам нема. |

- За героїзм, проявлений у боях, військовий талант і самопожертву ім'я Василя Василяшка «Перемоги» відзначено в наказі Головнокомандуючого УПА Романа Шухевича «Чупринки» 14 жовтня 1947 року з нагоди свята Дня Української Повстанської Армії:

|  | Імена "Грегота", "Яструба", "Ясеня", "Коника", "Старуха", "Перемоги", "Хріна" – понесли славу української зброї поза межами України. |

- Бої, проведені у 1945 р. відділами курінного «Перемоги», описав писар сотні «Галайда-1» в оповіданнях «Прорив», «По-козацьки», «Лента за лентою» [Архівовано 29 червня 2017 у Wayback Machine.].
- У Жвирківській ЗОШ сформована учнівська чота «Перемога» — названа на честь сотника Василя Василяшка «Перемоги», яка щороку бере участь в урочистому марші до Дня Героїв у м. Сокалі[3][4].
- 13 жовтня 2016 року урочиста позачергова сесія Сокальської районної ради присвоїла Василяшкові Василю Івановичу «Перемозі» звання «Почесний громадянин Сокальського району» (посмертно). Нагороду отримав його племінник — Богдан Василяшко[5].
- З метою вшанування 100-річчя від Дня Народження Василя Василяшка, за зверненням громади с. Завишень, Сокальська районна рада проголосила 2018 рік у Сокальському районі Львівської області Роком сотника Василя Василяшка («Перемоги»)[6][7].
- 22.04.2018 р. від імені Координаційної ради з вшанування пам’яті нагороджених Лицарів ОУН і УПА у м. Сокаль Львівської обл. Золотий хрест бойової заслуги УПА 1 класу (№ 024), Срібний хрест бойової заслуги УПА 2 класу (№ 018) та  Бронзовий хрест бойової заслуги УПА (№ 060) передані Богданові Василяшко, племіннику Василя Василяшко – «Перемоги»[8].
- У жовтні 2023 року на його честь перейменовано вулицю в селищі Жвирка.[9]